# 愛知県立豊川特別支援学校
愛知県立豊川特別支援学校（あいちけんりつ とよかわとくべつしえんがっこう）は、愛知県豊川市平尾町門田にある公立特別支援学校。

## 学部

### 本校
- 小学部
- 中学部
- 高等部

### 本宮校舎
- 高等部

## 校訓
- ともだちとなかよくしよう
- よいことはすすんでやろう
- からだとこころをきたえよう
- わかるまでかんがえよう

## 沿革
- 1979年（昭和54年）4月1日 - 開校。
- 1980年（昭和55年）3月26日 - 体育館竣工。
- 1985年（昭和60年）3月27日 - プール竣工。
- 2004年（平成16年）10月1日 - 「たんぽぽ相談」開始。
- 2009年（平成21年）4月1日 - 本宮校舎開設。
- 2014年（平成26年）4月1日 - 愛知県立豊川特別支援学校に校名変更。

## 主な卒業生
- 蒔田沙弥香（陸上選手）
  - 本校の陸上競技部出身で、パラリンピックのロンドン大会（2012年）、リオデジャネイロ大会（2016年）、東京大会（2021年）に3大会連続で出場した[1][2]。

## 交通手段

### 本校
- 名鉄名古屋本線・豊川線 国府駅から豊川市コミュニティバス：豊川国府線に乗車、「豊川特別支援学校」停留所で下車。

### 本宮校舎
- 宝陵高校を参照。

## その他
- 豊川市立平尾小学校、豊川市立中部中学校と交流をしている。